# Trest smrti v Moldavsku
Trest smrti v Moldavsku byl úplně zrušen v roce 2005, ovšem od zisku nezávislosti nebyla v Moldavsku vykonána žádná poprava. Poprvé byl trest smrti zrušen v roce 1995, ale až do roku 2006 zůstal zachován v moldavské ústavě. Mohl tak být udělen za trestné činy spáchané během války nebo během nevyhnutelné hrozby války.
Moldavsko jako člen Rady Evropy podepsalo a ratifikovalo protokol č. 6 Úmluvy o ochraně lidských práv a základních svobod i protokol č. 13 Úmluvy o ochraně lidských práv a základních svobod. Protokol č. 6 byl ratifikován dne 12. září 1997 a vešel v platnost dne 1. října 1997. Protokol č. 13 byl ratifikován dne 18. října 2006 a v platnost vešel dne 1. února 2007.